# Kobresia macrantha
Kobresia macrantha är en halvgräsart som beskrevs av Johann Otto Boeckeler. Kobresia macrantha ingår i släktet sävstarrar, och familjen halvgräs. Inga underarter finns listade i Catalogue of Life.